# هیپوفونی
هیپوفونی یا صدای همپوفینیک یا گفتار آرام (به انگلیسی: Hypophonia) حالتی است که نتیجه عدم هماهنگی در ماهیچه‌های اسکلتی صوتی، که وظیفه ایجاد صدا را دارند، به وجود می‌آید. این وضعیت یک نشانه رایج در بیماری پارکینسون و برخی از انواع زوال عقل اجسام لویی است. این عارضه عموماً با برنامه‌های آموزشی سخن گفتن، استفاده از جملات کوتاه‌تر، تمرین‌های تنفسی و تمرینات تقویت ماهیچه تارهای صوتی درمان می‌شود.

## تحقیقات بیشتر
پزشکان دانشگاه ایندیانا پنسیلوانیا درمان جدیدی به نام توانگ‌تراپی برای صدای هیپوفونیک ابداع و پیشنهاد نموده‌اند.